# 卡琳·施吕特
卡琳·施吕特（德語：Karin Schlüter，1937年3月12日—），德国女子马术运动员。她曾代表西德参加1972年夏季奥林匹克运动会马术比赛，获得团体盛装舞步赛银牌和个人盛装舞步赛第七名。